# Municipio de Bethany (Kansas)
El municipio de Bethany (en inglés: Bethany Township) es un municipio ubicado en el condado de Osborne en el estado estadounidense de Kansas. En el año 2010 tenía una población de 176 habitantes y una densidad poblacional de 1,88 personas por km².

## Geografía
El municipio de Bethany se encuentra ubicado en las coordenadas 39°31′27″N 98°39′20″O / 39.52417, -98.65556. Según la Oficina del Censo de los Estados Unidos, el municipio tiene una superficie total de 93.39 km², de la cual 93,39 km² corresponden a tierra firme y (0 %) 0 km² es agua.

## Demografía
Según el censo de 2010, había 176 personas residiendo en el municipio de Bethany. La densidad de población era de 1,88 hab./km². De los 176 habitantes, el municipio de Bethany estaba compuesto por el 99,43 % blancos y el 0,57 % eran de una mezcla de razas. Del total de la población el 0 % eran hispanos o latinos de cualquier raza.